# Cayman Islands Basketball Association
Dieser Basketballverband ist der offizielle Basketballverband auf den Caymaninseln. Er hat seinen Sitz auf Grand Cayman.

## Geschichte und Aufgaben
Der Verband ist Mitglied der Fédération Internationale de Basketball (FIBA) und ist damit auch Mitglied der FIBA Amerika. Präsident des Verbandes ist zur Zeit Collin Anglin. Seine Generalsekretärin ist Sheila Rankine.
Der Verband ist für die Organisation, Leitung und Entwicklung des Basketballsports auf den Cayman Islands verantwortlich. Der Verband vertritt den Basketballsport gegenüber Behörden sowie nationalen und internationalen Sportorganisationen.
Zusätzlich verteidigt der Verband auch die moralischen und materiellen Interessen des Basketballs auf den Caymaninseln. Der Verband organisiert die Nationale Meisterschaft und ist für die Basketballnationalmannschaft der Cayman Islands und die Basketballnationalmannschaft der Cayman Islands (Damen) verantwortlich.

## Infos zum Verband
| Kriterium               | Fakten         |
| ----------------------- | -------------- |
| Gründungsjahr           |                |
| FIBA-Mitglied           | Ja             |
| Jahr des FIBA-Beitritts |                |
| Kontinental Verband     | FIBA-Amerika   |
| Sitz des Verbandes      | Grand Cayman   |
| Präsident               | Collin Anglin  |
| Generalsekretär         | Sheila Rankine |
| Höchste Liga            |                |
| Sonstiges               |                |